# トロフィー (PlayStation)
トロフィーとは、ソニーが全世界で提供しているゲームソフトにおけるやり込み具合を表す指標であり、PS3/PS Vita/PS4/PS5が対応している。
今までプレイヤー間でのやり込み度を表すものはスコアアタックなどしかなかったが、この制度導入により簡単に他のプレイヤーとの比較ができるようになった。PCゲーム配信プラットフォームのSteamや、PS3より先に発売されたXbox 360の「実績」制度、AppleのGame Centerにある「アチーブメント」と同様のシステムである。
PS3は2008年7月にアップデートされたシステムソフトウェア（バージョン2.40）より、対応したゲームでトロフィーを集められるようになり、XMBの「ゲーム」メニューに「トロフィー」の項目が追加された。2009年2月以降に発売される全てのゲームにトロフィーが義務付けられた。また、それ以前に発売されたゲームについても、オンラインでのアップデートにより、一部のタイトルでトロフィーが導入された。ただし、PSP Remasterのソフトは元々トロフィーの無いPSPソフトをリマスター化してPS3で動作させているため、トロフィーには対応していない。一方で、PS4およびPS5向けにダウンロードで配信されたPS1/PS2/PSPの過去作品についてはトロフィーが存在。PS Vita/PS4/PS5は本体発売時点ですでに対応している。テレビ視聴・録画アプリケーションであるtorneを使用した場合は録画した内容に連動するトロフィーが付加される。(PS3版のみ）

## トロフィーの種類
トロフィーは取得の難易度が高い方から順に「プラチナ」「ゴールド」「シルバー」「ブロンズ」の4種類ある。プラチナトロフィーは「（そのプラチナトロフィーを除き）ゴールド・シルバー・ブロンズの全トロフィーを取得すること」が取得条件となることが多い（ただしこの場合、追加パックによって取得できるトロフィーは除かれる）。プラチナトロフィーは、パッケージソフトおよび一定価格以上のダウンロード専売タイトルに導入されており、低価格のダウンロードソフトに実装されている例はわずかである。
トロフィーには内部でポイントが設定されており（ブロンズ:15ポイント、シルバー:30ポイント、ゴールド:90ポイント、プラチナ:300ポイント（2020年10月のアップデート以前は180ポイント））、獲得したポイントによって後述のレベルが上昇していく。
トロフィーの画像や説明文はソフトによっても異なり、ゲーム内容に合わせた趣向を凝らしたものもある。PS3、PS4、PS5間で全く同じ内容のソフトが出た場合は、移植関係の互換性の度合いで同じ名前の作品のトロフィーが同じ場所に入るか、入らないかがその都度変更される場合がある。
PS4からは「トロフィーのレア度」が追加された。プレーヤーの割合により、「ふつう」「レア」「とてもレア」「超レア」の4つのレア度となる。これはXBOXにも後に称号のランクを自動的に判別し、希少な実績を特殊な効果音で祝福するシステムとして後に導入されるきっかけになった。
トロフィーのゲーム作品のタイトル画像はPS3のXMBの都合上16:9の比率が使用されてきたが、PS5以降は四角型のゲーム本編のアイコンと同じ画像に変更された。

## 獲得方法による分類
トロフィーは獲得方法によって大まかに以下の4タイプに分けられる。また、「PS3・PS Vita・Xbox 360」「PS4・PS5・Xbox One・Xbox Series X/S・Steam」とのクロスプラットフォームで発売されているゲームソフトであれば、同じ条件で「トロフィーを獲得/実績を解除」できる場合もある。
ストーリー進行型
「最初のステージをクリアする」「特定のボスを倒す」といったゲームの進行と密接にかかわるトロフィー。獲得の難易度はゲーム自体の難易度に依存するが、取らなければゲームが進まないため、取りこぼしはほとんどない。ゲームの難易度ごとに獲得できるトロフィーもあり、この場合は2周以上の周回プレイが必須となる。
累積値型
「累計プレイ時間○時間」「累計敵撃破数○体」などの特定の行動を一定数行うと取れるトロフィー。ゲームを進めていく上で簡単に取れるものから、相当の時間をかけてプレイする必要のあるものまで様々。
技術型
「特定の技で敵を倒す」「ノーミスでクリアする」「制限時間内クリア」など、プレイヤーのスキルが問われるトロフィー。基本操作さえ覚えれば取れるものからかなり上達しないと取れないものまである。また、技術に加え運も要する場合（特にパズルの連鎖や麻雀の役満達成など）や技術と累積がからむ場合（「特定の技で敵を○体倒す」）もある。
特殊型
「ある場所に行く」「あるアクションをする」というように本編とは一見関係なさそうな行動をとることで手に入るトロフィー。ゲームの進行上勝手に取れるものもあるが、たいていは狙わなければ取ることはできない。「フレンドとプレー」、「フレンド間の対戦で1位」などの場合はフレンドとの協力が必須となる。
一部トロフィーは黒い隠しトロフィーとなっているものがある。これはゲームのネタバレ（名前にボスの名前が入っているなど）を防ぐため、またはトロフィーを探す楽しみを増すため意図的に隠されており、初期状態では一覧を見ても名前、グレード、獲得条件が明かされていない。獲得すれば普通のトロフィー同様閲覧できる。前述の通りプレイヤーの捜索意欲を増すために使われることが多いが、あまりにも難解な条件を設定してしまった場合、いつまでたっても誰も解除できないという問題が発生することが多い。2010年4月22日のアップデートまでは「シークレットトロフィー」と呼ばれた。
なお、一部のタイトルで「オンライン対戦○勝」「オンラインモードで○○を行う」など、オンラインに接続しないと獲得できないトロフィーもあるため、発売から時間が経過して過疎が進んだ（他のユーザーの接続数が減少した）ことで獲得が困難なもの、さらにはオンラインサービスの終了に伴い獲得自体不可能になるものもある。それを防ぐため、プラチナトロフィーとは別に、サブフォルダー上でのトロフィー一覧内にオンライントロフィーを設定しているゲームもある。
また、PS Vitaではリージョンシステムの都合上、一つのPSNアカウントにマルチリージョン含めた全世界のダウンロード版PS Vita作品をインストールさせることが不可能である。理由としては、PS Vitaに装填した本体内蔵メモリと専用メモリーカードには一つのユーザーデータしか記録することができず、PlayStation Storeのリージョンを切り替える操作が不可能であるためである。よって、PS Vitaで国際間をまたいだトロフィーを獲得する場合はゲームカセットを購入するしか方法はない。

## 獲得・保存
トロフィーはゲーム中に獲得の条件を満たすことで画面右上にトロフィーの獲得した旨のメッセージが表示される。ただし、獲得のタイミングはソフトによって違い、条件達成後すぐ表示されるものや、ロード中にもらえるもの、エンディングにならないともらえないものなど様々。
PS3はトロフィーを獲得時、すぐにPlayStation Network（PSN）上に反映されない。反映をさせる場合は、ゲームの起動時、または非起動時に「トロフィーコレクション」の項目をXMBから選択し、トロフィーの同期処理を待つ必要がある。PSNにログインしていない状態で獲得したトロフィーは、一度だけPSNに移行させることが可能。同期処理は、中期型では「20%」あたりまで待つと自動的に100%にゲージが進むため、比較的待ち時間が少なくなる。しかし、初期型(特に、CECHA/B)の場合は、100%まで待ち続ける必要が多く、20分以上の待ち時間が必要となる場合がある。PS Vitaでは、「トロフィー」アプリを起動したあとに「PlayStation Network」の項目をタップすることでトロフィーを同期できる。PS4,PS5は獲得直後に自動的に同期される。
獲得したトロフィーはPS3ではXMBのゲーム→トロフィーから、PS Vitaではホーム画面にあるトロフィーから閲覧できる。また、ゲームソフトの隣のパーセンテージはそのソフトのトロフィー獲得率を表している。ただし、ポイントベースのためゴールドとブロンズをとった時の上がり幅が違うようになっている。また、追加パック未購入の場合でも追加パック分のポイントも分母に含まれている。また、プラチナのポイントは分母に含まれておらず、プラチナを獲得した際はプラチナトロフィーのマークが表示される。各ソフトを選択後に□ボタンを押すことにより、基本分と追加パック分を分けて閲覧することが可能なものもある。
トロフィーは最新でプレイしたゲームから上に並んでいたが、2010年4月22日のアップデートから名前順、古い順へのソートが可能になった。
PSNに接続されている場合、トロフィーを閲覧するか、後述のプレイヤーカードを見た際にトロフィー情報がサーバーと同期されるようになっている。これにより新しいPS3に乗り換えてもPSNアカウントさえあればトロフィーデータは失われない。

## トロフィーレベル
プレイヤーの現在の実力を示す数値。アカウントを作った際の数値はレベル1の0%からのスタートとなる。トロフィーを獲得するとトロフィーに設定されたポイントが加算、一定の数値を貯めるとレベルが上がる。レベルが上がることによる直接的な恩恵はない。
従来までは上限が100まで（一部サイトでの表示ではそれまでの上がり幅から100以上も算出）だったが、2020年10月8日のアップデートから最大999レベルに拡大・細分化された。

## プレイヤーカード
XMBの「フレンド」の項目でプレイヤーとフレンドのプレイヤーカードが表示される。プレイヤーカードにはプレイヤーの名前と最新で獲得したトロフィー8つと、現在のトロフィーレベルと総獲得トロフィー数とその内訳が見られるようになる。また、使用言語の設定や簡単なあいさつ文も入力できる。トロフィーカードは自分好みの色にできるほかアイコンも用意された中から選ぶことができる（中には『ロコロコ』や『クラッシュ・バンディクー』といったPSソフトのキャラも使える）。
プレイヤーカードは自分のフレンドや遊んだプレイヤーと比較でき、相手が獲得したトロフィーを見ることができる。

## 公開設定
トロフィーの獲得情報は標準で公開する設定になっているが、PS Vitaではバージョン2.60、PS3ではバージョン4.50のシステムソフトウェアで
ゲームごとにトロフィーの獲得情報の公開／非公開を設定できる機能が追加された。自分のトロフィー情報はすべて見えるが、他ユーザーからは非公開分が見えなくなる。同様に他ユーザーから見えるトロフィーレベルは非公開に設定した分のトロフィーポイントがきちんと減った値で表示され、直近に獲得した8つ分のトロフィーにも表示されなくなる。

## PlayStation Homeとのコラボ
PlayStation Homeにおいて一部ソフトのトロフィーを獲得した状態でHomeを遊ぶとリワードアイテムをもらうことができる。

## ショベルウェア問題
PlayStation Storeではトロフィーの獲得だけを目的とした、PS4/PS5用ソフトの配信が相次いでおり、多くはアセット・フリップである。
このようなソフトは安価でトロフィーとポイントを稼ぎたいゲーマーにとって一定の需要があったものの、同一のパブリッシャーからほぼ同内容で低品質のソフトが多数配信されるのは不健全であり、閲覧性にも支障が出るという指摘もあった。
そして、DEX.EXEによると、SIEが開発者たちに対し、PS Store内で機能やアセットを流用している（もしくはその可能性がある）作品を複数販売している場合はスパムとみなすという通達を2022年11月21日付で送ったとされている。